# Rita Frazão
Rita Frazão (18 de Maio de 1976) é uma actriz portuguesa.

## Televisão
| Ano       | Título                              | Personagem          | Canal      |
| --------- | ----------------------------------- | ------------------- | ---------- |
| 1995      | Roseira Brava                       | Secretária de Jaime | RTP1       |
| 1997      | Riscos                              | Sofia               | RTP1       |
| 2005      | A Revolta dos Pastéis de Nata       | Várias personagens  | 2:         |
| 2006      | Paixões Proibidas                   |                     | RTP1       |
| 2006      | Jura                                |                     | SIC        |
| 2007      | Ke Fina Gente                       |                     |            |
| 2007      | Doce Fugitiva                       |                     | TVI        |
| 2007      | Morangos com Açúcar - série V       | Bárbara             | TVI        |
| 2007-2008 | Vila Faia                           | Cláudia             | RTP1       |
| 2008      | Liberdade 21                        | Médica              | RTP1       |
| 2009      | Conexão                             | Empregada           | TVG e RTP1 |
| 2009      | Camilo - O Presidente               | Mafalda Beringela   | SIC        |
| 2010      | Laços de Sangue                     | Médica              | SIC        |
| 2010      | Camilo - O Presidente- 2ª temporada | Lili                | SIC        |
| 2010      | Voo Directo                         | Noiva               | RTP1       |
| 2011      | Tempo Final                         | Gina                | RTP1       |
| 2011      | A Família Mata                      | Maria               | SIC        |
| 2011      | Pai à Força                         | Júlia               | RTP1       |
| 2011/2012 | Maternidade - 2ª temporada          | Assistente Social   | RTP1       |
| 2012      | Dancin' Days                        | Lúcia               | SIC        |
| 2013      | Dá-las                              | Tatiana             | Canal Q    |
| 2014      | Esquadrão do Amor                   | Várias personagens  | Canal Q    |
| 2014-2015 | Os Nossos Dias                      | Cecília             | RTP1       |
| 2015-2016 | Coração d'Ouro                      | Margarida Fonseca   | SIC        |
| 2016-2017 | O Sábio                             | Sandra Migueis      | RTP1       |

## Cinema
- Novo Nascimento, curta metragem de Alexandre Valente, 2010
- Ópera do Ladrão, de Ricardo de Almeida, 2008
- Teeth, de Jonathan Newman, 2001
- Amor Perdido, de Jorge Queiroga, 2001
- Noites em Que Tudo Corre Mal, de Pedro Baptista, 1998
- 10:42-10:45, curta metragem da Escola Superior de Teatro e Cinema, 1995